# Kart cròs

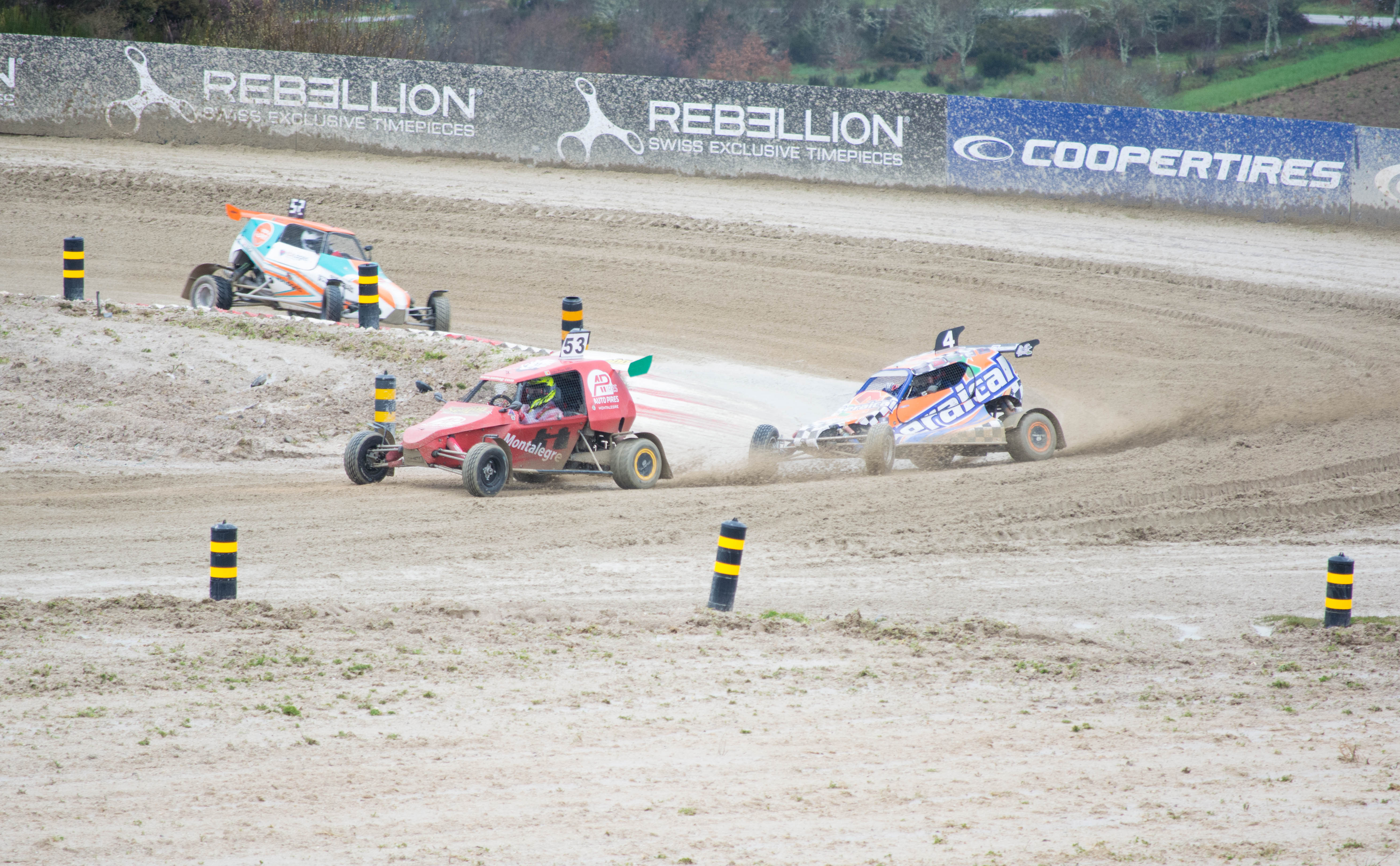
Diversos karts cross en una cursa.

Un kart cròs és un monoplaça de curses construït a partir d'un xassís tubular de petita grandària i un motor generalment de motocicleta d'alta cilindrada. Posseeix una alta relació pes/potència i tracció posterior. Són utilitzats majoritàriament en circuits de terra en competicions d'autocross i de ral·li. A Espanya es poden veure al Campionat d'Espanya de Autocross, a la Copa d'Espanya de Rallycross i en altres categories com el Campionat de Galícia de Rallymix.
Algunes de les marques que fabriquen aquests vehicles són Yacar Cross, Semog, Kincar, Silver-Car o Speed Car.